# Mojmír Stránský
Mojmír Stránský (29. června 1924 Česká Třebová – 13. června 2011 Česká Třebová) byl český konstruktér a vynálezce.

## Život
Během 2. světové války sestrojil se svým starším bratrem Františkem (20. září 1914 Veselí nad Moravou – 25. ledna 1954 Česká Třebová) motorovou tříkolku Oskar, která se po skončení války začala v České Třebové a později v Solnici vyrábět pod názvem Velorex. Bratr František zahynul v České Třebové právě ve Velorexu při dopravní nehodě.
V roce 1955 zkonstruoval ruční řízení automobilu, které účinkovalo na mechanickém principu a bylo použitelné pro všechny typy automobilů tehdy u nás provozovaných. Tato přestavba byla patentována a do dnešních dnů je známá (a ještě používaná) pod označením systém Stránský. Svého času se montovala do vozidel v autodílně v České Třebové – Javorce.
V pozdějších letech se začal věnovat zpracování a výrobě z laminátu a termoplastů a byl autorem několika patentů a zlepšovacích návrhů v této oblasti. Konec života prožil v domově důchodců v rodné České Třebové.
Zemřel roku 2011 v České Třebové a byl pohřben na místním městském hřbitově.